# Schwimmen (Kartenspiel)
Schwimmen oder Einunddreißig (regional u. a. auch Knack, Schnauz, Schnauzer, Wutz, Bull und Hosn obi) ist ein Karten-Glücksspiel für zwei bis neun Personen. Der Name Einunddreißig (französisch Trente-et-un) bezeichnet aber auch einen Vorläufer von Siebzehn und Vier, bei dem eben 31 Punkte anstelle von 21 das beste Ergebnis sind.
Varianten bzw. ähnliche Spiele sind in den Vereinigten Staaten und Großbritannien unter den Namen Thirty-One, Blitz und Scat bekannt; Schwimmen kann auch als Turnier gespielt werden.

## Geschichte
Laut Kastner ist das Spiel in der Literatur nicht gut aufgenommen, sondern scheint zu einem französischen Vorfahr, Commerce, das 1718 erstmals im Academie des Jeux erwähnt wurde, zurückzukehren.
Als Schnauzen war das Spiel 1895 am westlichen Ende des Allgäus, z. B. um Lindenberg und Scheidegg ein beliebtes Bierspiel. Bei dieser einfachen Variante erhält jeder drei Karten, drei kommen offen auf den Tisch. Der Reihe nach kann jeder je eine von seinen Karten gegen eine der offen daliegenden austauschen, und das geht so lang herum, bis eingestellt wird. Wer drei Gleiche oder in derselben Farbe die meisten Augen hat, putzt einen Strich; wer am wenigsten hat, nimmt einen an.
Auf der Liste verbotener Spiele des k.u.k. Justizministeriums ist dieses Spiel unter den Namen Trente-un und Feuer aufgelistet – während sich der erstere Name auch auf den oben erwähnten Siebzehn und vier-Vorläufer beziehen kann, weist der Name Feuer eindeutig auf dieses Spiel hin, da in der gebräuchlichsten Variation einer Hand von drei Assen (Feuer) besondere Bedeutung zukommt (siehe unten).

## Die Regeln

### Allgemeines
Schwimmen wird mit einem Paket französischer oder doppeldeutscher Karten zu 32 Blatt (Skatblatt) im Uhrzeigersinn gespielt. Jeder Spieler versucht, wenn er an der Reihe ist, durch den Tausch von Karten eine Kombination auf seiner Hand zu bilden. Das Ziel des Spiels ist, am Ende nicht die Kombination mit dem geringsten Punktewert zu halten.

### Ziel des Spiels
Es gibt zwei verschiedene Möglichkeiten, Kombinationen zu bilden. Entweder sammelt man Karten derselben Farbe und addiert deren Punktewerte (vgl. das Kartenspiel Einundvierzig), wobei gilt:
- Ein Ass zählt elf Punkte,
- die Bildkarten König, Dame und Bube zählen jeweils zehn Punkte und
- die Zahlenkarten 10, 9, 8 und 7 zählen entsprechend ihren Augen.

Die höchstmögliche Punktezahl ist hierbei Einunddreißig: eine Hand bestehend aus einem Ass und zwei Bildern oder einem Ass, einem Bild und einer Zehn derselben Farbe.
Oder man sammelt drei Karten desselben Ranges, also drei Siebener, drei Damen etc. (die natürlich von verschiedenen Farben sind). Diese Kombination zählt immer 30 ½ Punkte.

### Ablauf
Der Kartengeber teilt beim offenen Spiel jeweils drei verdeckte Karten einzeln an alle Spielteilnehmer aus, an sich selbst jedoch zwei Päckchen mit jeweils drei Karten. Er sieht sich die Karten eines der beiden seiner Stapel an und entscheidet, ob er mit diesen Karten spielen möchte oder nicht. Will er mit den Karten des ersten Stapels spielen, so muss er den zweiten Stapel offen in die Tischmitte legen. Will er die Karten des ersten Stapels nicht behalten, so legt er diese drei Karten offen in die Mitte des Tisches und muss die Karten des zweiten Stapels aufnehmen. Die übrigen Karten werden beiseitegelegt.
Vorhand (der Spieler links vom Geber) beginnt das Spiel. Er kann entweder eine Karte oder alle drei Karten aus der Hand mit Karten in der Mitte tauschen – jedoch nicht zwei. Möchte er nicht tauschen, so kann er entweder mit der Aussage „Ich schiebe“ keine Karte tauschen, oder aber das Spiel schließen, indem er klopft (meist mit den Fingerknöcheln auf den Spieltisch). Regional ist es auch üblich, anstelle des Klopfens „Ich mache zu.“ zu sagen.

### Spielende
Ein Spiel kann auf zwei verschiedene Arten beendet werden:
- Klopft ein Spieler oder sagt er: „Ich mache zu.“, so dürfen alle anderen Spieler noch einmal tauschen (oder schieben) und das Spiel ist beendet.
- Hält ein Spieler 31 Punkte („Einunddreißig“, „Schnauz“, „Knack“, „Knacks“, „Hosn obi“ etc.) oder, falls mit der Variante Feuer (vgl. unten) gespielt wird, drei Asse in der Hand, so legt er die Karten offen auf den Tisch, und das Spiel endet sofort – was natürlich bereits unmittelbar nach dem Geben der Karten erfolgen kann.

Wird das Spiel wie üblich über mehrere Runden gespielt, so werden nun die Verlierer ermittelt. Als Verlierer gelten der oder die Spieler, die am Ende des Spiels die Kartenkombinationen mit den wenigsten Punkten vorweisen können.

### Das Schwimmen
Will man mehrere Runden spielen, so verfügt jeder Spieler symbolisch über drei Leben. Hierbei kann es sich um beliebige Gegenstände handeln, wie etwa Streichhölzer oder Münzen. Der oder die Verlierer müssen jeweils ein Leben abgeben, welches in die Mitte des Spieltisches gelegt wird.
Hat ein Spieler alle drei Leben verloren, so darf er noch weiter mitspielen, allerdings schwimmt er nun. Verliert er ein weiteres Mal, so geht er unter und scheidet aus. Das Schwimmen ist somit gleichbedeutend mit einem vierten Leben.
Auf diese Weise ergibt sich ein Ausscheidungsturnier, da die einzelnen Spieler nach und nach ausscheiden und zuletzt nur noch ein Spieler, der Gesamtsieger, übrigbleibt. Wird um Einsätze gespielt, gewinnt der Sieger den Einsatz der Verlierer (bzw. deren Leben).

## Varianten und Sonderregeln
Schwimmen oder Einunddreißig wird abweichend von der oben angeführten Grundregel in vielen in Details unterschiedlichen Variationen gespielt. Die hier wiedergegebenen Regeln sind daher keinesfalls in dem Sinne verbindlich wie etwa die Regeln des Schachspiels – vor Beginn einer Partie sollte man sich daher unbedingt auf die verwendeten Regeln einigen. Die wichtigsten Abweichungen betreffen:
- Karten: Bei größerer Teilnehmerzahl kann man mit einem Paket Whist-Karten zu 52 Blatt spielen; in der Schweiz verwendet man auch Jass-Karten zu 36 Blatt und spielt gegen den Uhrzeigersinn.

- Feuer oder Blitz: Eine Hand bestehend aus drei gleichrangigen Karten zählt im Allgemeinen 30 ½ Punkte. Vielfach gilt jedoch eine Hand von drei Assen als höchste Kombination und wird Feuer oder Blitz genannt. Hält ein Spieler drei Asse, so deckt er seine Karten auf, und das Spiel endet sofort. In diesem Fall verlieren alle anderen Spieler ein Leben.

- Verlierer eines Spiels: Bei vielen Spielern gilt die Regel, dass am Ende einer Runde alle Spieler mit 20 oder weniger Punkten zahlen müssen, sowie derjenige bzw. diejenigen, welche die niedrigste Punktezahl über 20 Punkte besitzen. Der Gewinner einer Runde zahlt jedoch nie, auch dann nicht, wenn er der einzige Spieler mit einer Punktezahl über 20 sein sollte. Diese Regel beschleunigt nicht nur das Spiel, sie bietet auch zusätzliche Finessen: Hält ein Spieler 21 Punkte und kann er sich durch einen möglichen Tausch nicht entscheidend verbessern, so muss er in jedem Fall zahlen. Es ist daher für ihn vorteilhaft, sein Blatt durch einen Tausch zu verschlechtern, damit zumindest noch ein weiterer Spieler ein Leben verliert – diese Taktik nennt man Reißen.

- 30 ½ Punkte: Wenn man drei Karten desselben Ranges sammelt, also drei Siebener, drei Damen etc. (die natürlich von verschiedenen Farben sind) zählt dieses immer 30 ½ Punkte, wobei es bei der Gewinnentscheidung zweierlei Varianten gibt: Entweder alle 30 ½ Punkte-Spieler sind gleichgestellt, oder es gewinnt bzw. verliert derjenige nicht, welcher das höhere Kartenblatt hält.

- Schieben alle Spieler nacheinander, so werden die drei Karten aus der Mitte beiseite gelegt und drei neue Karten werden vom Stapel aufgedeckt. Nun ist der Spieler an der Reihe, der zu schieben begonnen hat.

- Schieben ist nicht immer erlaubt, womit die Möglichkeiten der Spieler auf Tauschen und Klopfen reduziert werden.

- Beim Handeln darf man entweder die Punktewerte von Karten gleicher Farbe oder von Karten gleichen Ranges addieren (vgl. etwa das Kartenspiel Einundvierzig).

- Beim verdeckten Spiel erhält der Spieler links vom Geber fünf Karten: zuerst drei und dann zwei. Er behält davon drei Karten für sich und gibt die beiden übrigen Karten verdeckt an den Spieler zur Linken weiter. Ebenso verfährt jeder weitere Spieler, sobald er an der Reihe ist.
- Schwimmen: Nur der Spieler, der zuerst alle 3 Leben verliert, darf schwimmen.